# Dragon Zakura
Dragon Zakura (ドラゴン桜, Doragon Zakura, Le cerisier du dragon) est un manga écrit et dessiné par Norifusa Mita. Il a été prépublié dans le magazine Weekly Morning de l'éditeur Kōdansha entre 2003 et 2007, et a été compilé en un total de 21 volumes.
Il a été adapté en série télévisée japonaise (drama) de 11 épisodes diffusée entre le 8 juillet et le 16 octobre 2005 sur la chaine TBS.

## Synopsis
Le lycée de Ryūzan, le plus mauvais de Tōkyō, est couvert de dettes, et le fait qu'il soit plein de cancres n'arrange pas les choses. C'est le début de l'année scolaire et la directrice, le cœur lourd, annonce à son équipe enseignante que le lycée devra fermer ses portes et qu'ils se retrouveront tous au chômage.
Kenji Sakuragi est l'avocat désigné pour officialiser la fermeture de l'établissement. Lorsqu'il arrive sur les lieux, il surprend une bagarre avec un des étudiants. De par son passé de délinquant (motard bōsōzoku) et les difficultés qu'il a rencontrées pour arriver à la position qu'il occupe actuellement, il lui vient une idée qui semble incroyable aux enseignants de l'établissement : envoyer cinq étudiants à l'université la plus prestigieuse du Japon, l'université de Tokyo, surnommée Todai. Il va pour cela constituer une classe préparatoire spéciale comprenant des élèves qui étaient destinés à un avenir sombre et, grâce à des méthodes d'enseignement particulières, essayer de relancer sa carrière et par la même occasion sauver le lycée.

## Drama

### Distribution
- Hiroshi Abe : Kenji Sakuragi
- Kyoko Hasegawa : Mamako Ino
- Tomohisa Yamashita : Yūsuke Yajima
- Teppei Koike : Hideki Ogata
- Masami Nagasawa : Naomi Mizuno
- Akiyoshi Nakao : Ichirō　Okuno
- Yōko Nogiwa : Yuriko Tatsuno
- Saeko  darvish : Maki　Kobayashi
- Yui Aragaki : Yoshino　Kousaka

### Épisodes
1. Il n'y a que les abrutis et les filles moches qui vont à Todai !
2. Connais tes faiblesses !
3. Amusez-vous ! L'examen c'est du sport !
4. Ne t'arrête pas avant de t'écraser contre le mur !
5. Ne pleure pas ! C'est ta vie !
6. Règlement de comptes en anglais
7. Triomphez! Voici l'examen blanc !
8. Les larmes des crétins... Cours d'été hors-programme
9. Ayez confiance ! Vos résultats s'amélioreront forcément.
10. L'amitié ou la réussite ? Dernière prise de décision.
11. Vous n'êtes plus des cons ! Les résultats d'admission fatidiques